# 珍妮弗·霍利迪
珍妮弗·霍利迪（英語：Jennifer Holliday，1964年10月19日—），女，美国演员。曾获得托尼奖最佳音乐剧女主角。